# Colin Dagba
Colin Obasanya Dagba, född 9 september 1998, är en fransk fotbollsspelare som spelar för belgiska Beerschot.

## Karriär
Den 3 juli 2017 skrev Dagba på sitt första professionella kontrakt med Paris Saint-Germain; ett treårskontrakt. Han debuterade den 4 augusti 2018 i en 4–0-vinst över AS Monaco i Trophée des Champions. Dagba gjorde sin Ligue 1-debut den 12 augusti 2020 i en 3–0-vinst över Caen.
Den 3 oktober 2019 förlängde Dagba sitt kontrakt i PSG fram till den 30 juni 2024. Den 6 juli 2022 förlängde Dagba sitt kontrakt i PSG fram till den 30 juni 2025. Samma dag lånades han ut till Strasbourg på ett säsongslån. Den 1 september 2023 lånades Dagba ut till Ligue 2-klubben Auxerre på ett säsongslån.
Den 5 september 2024 värvades Dagba av belgiska Beerschot.